# Кехрокамбос
Кехрокамбос (грч. Κεχρόκαμπος) је насељено место у општини Места у периферији Источна Македонија и Тракија, Грчка. Према попису из 2021. године било је 274 становника.
Кехрокамбос је 1913. године имао 1.800 житеља Турака. Године 1924. турско становништво је принудно исељено у Турску а на њихово место су насељене грчке избегличке породицеиз Турске, којих је на попису из 1928. године било 1.474. Село се раније звало Дарова.